# اجانور
اجانور (به انگلیسی: Ajanur) یک منطقهٔ مسکونی در هند است که در کرالا واقع شده‌است.

## خصوصیات
اجانور ۴۲٬۴۶۷ نفر جمعیت دارد.